# 塔里克·阿卜杜勒-瓦哈德
塔里克·阿卜杜勒-瓦哈德（英語：Tariq Abdul-Wahad，1974年11月3日—），法国职业篮球运动员，曾效力于美国NBA联盟。他在1997年的NBA选秀中第1轮第11顺位被萨克拉门托国王选中。